# Viriplaca Planum
Il Viriplaca Planum è una struttura geologica della superficie di Venere.